# Округ Стивенс (Минесота)
Округ Стивенс (енгл. Stevens County) је округ у америчкој савезној држави Минесота.

## Демографија
По попису из 2010. године број становника је 9.726, што је 327 (-3,3%) становника мање него 2000. године.
| Група             | 2000.         | 2010.         |
| Белци             | 9.627 (95,8%) | 8.931 (91,8%) |
| Афроамериканци    | 92 (0,9%)     | 76 (0,8%)     |
| Азијати           | 86 (0,9%)     | 146 (1,5%)    |
| Хиспаноамериканци | 90 (0,9%)     | 337 (3,5%)    |
| Укупно            | 10.053        | 9.726         |